# Małgorzata Dydek
Małgorzata Dydek, im englischsprachigen Raum auch als Margo Dydek bekannt, (* 28. April 1974 in Warschau; † 27. Mai 2011 in Brisbane) war eine polnische Basketballspielerin.

## Karriere

### Europa
Dydek begann ihre Karriere beim UKS Huragan Wolowin, bevor sie von 1992 bis 1994 für Olimpia Poznań spielte. Mit der Mannschaft aus Posen gewann sie 1993 und 1994 die Polnische Frauen-Basketball-Liga und gelang 1994 der Einzug ins Halbfinale der Euroleague Women. Sie wechselte im Anschluss für zwei Jahre nach Frankreich zu Valenciennes Orchies, mit denen sie 1995 abermals das Halbfinale der Euroleague erreichte. Mit Pool Getafe, einem Verein aus dem Raum Madrid, gewann sie 1997 und 1998 die Liga Femenina de Baloncesto und erreichte 1998 erneut das Finale der Euroleague.
Sie kehrte im Anschluss für sieben Jahre nach Polen zurück und gewann mit Arka Gdynia von 1998 bis 2005 in sieben aufeinanderfolgenden Jahren die polnische Meisterschaft und verlor 2002 und 2004 erst im Finale der Euroleague gegen ihren alten Club aus Valenciennes. Nach einer Saison bei UGMK Jekaterinburg ging sie 2006 zum Ros Casares Valencia, gewann erneut den spanischen Meistertitel und erreichte ein letztes Mal das Finale der Euroleague, in dem sie abermals unterlag. Danach pausierte sie ihre Spielerinnenkarriere für die Geburt ihres Sohnes und beendete gleichzeitig ihre europäische Profikarriere.

### WNBA
Beim WNBA Draft 1998 sie an 1. Stelle von den Utah Starzz ausgewählt, für die sie von 1998 bis 2004 auf der Position des Centers spielte. Dydek war mit 2,18 m (7 ft 2in) die größte Spielerin, die je in der Women’s National Basketball Association gespielt hat. Sie erhielt in Anlehnung an ihren eigentlichen Spitznamen Margo den Spitznamen „Mega“. Von 2005 bis 2007 spielte sie für Connecticut Sun und in der Saison 2008 für die Los Angeles Sparks.
Mit insgesamt 877 Blocks in 323 Spielen (2,72 Blocks pro Spiel) führt sie die ewige Rangliste der meisten Blocks der Liga insgesamt und pro Spiel an. Von 1998 bis 2003 und von 2005 bis 2007 gelangen ihr die meisten Blocks pro Saison. 2003 und 2006 wurde sie für das WNBA All-Star Game nominiert, 2005 gelang ihr mit Connecticut der Einzug ins Finale, wo sie den Sacramento Monarchs unterlag.

### Nationalmannschaft
Dydek spielte erstmals 1991 für eine polnische Auswahlmannschaft, als sie mit der polnischen U-16-Auswahl den vierten Platz bei der Europameisterschaft erreichte. 1992 gewann sie mit der polnischen U-18-Auswahl die Bronzemedaille bei der Europameisterschaft und 1993 mit der U-19-Auswahl die Bronzemedaille bei der Weltmeisterschaft.
Bereits 1992 spielte sie im Erwachsenenbereich für die Nationalmannschaft bei der Qualifikation für die Olympischen Sommerspiele 1992. Bei der Europameisterschaft 1993 erzielte sie im Schnitt 14,4 Punkte pro Spiel. Bei der Weltmeisterschaft 1994, was ihre einzige Teilnahme an einer Weltmeisterschaft überhaupt darstellte, erzielte sie durchschnittlich 12,6 Punkte und holte 9,5 Rebounds pro Spiel.
Bei der Europameisterschaft 1999 im eigenen Land führte sie ihre Mannschaft, in der auch ihre ältere Schwester Katarzyna Dydek spielte, zur Goldmedaille. Sie erzielte mit 19,3 Punkten und 7,3 Defensivrebounds pro Spiel die Bestwerte des Turniers. Der Gewinn der Europameisterschaft stellte den größten Erfolg in der Geschichte des polnischen Frauenbasketballs dar. Als Kontinentalmeisterin war das polnische Team direkt für die Olympische Sommerspiele 2000 qualifiziert, die erstmalige Qualifikation einer polnischen Frauenbasketballmannschaft. Die polnische Mannschaft überstand die Vorrunde und schied erst im Viertelfinale gegen die spätere Silbermedaillengewinnerin Australien aus. Insgesamt belegte die Auswahl den achten Platz. Dydek überragte abermals und wurde die zweitbeste Scorerin (20,4 Punkte pro Spiel), beste Rebounderin (12,1 Rebounds pro Spiel) und beste Shotblockerin (3,0 pro Spiel) des Turniers.
Auch bei der Europameisterschaft 2001 führte sie in den Kategorien Punkten (24,4), Rebounds (10,9) und Shotblocks (2,0) das Turnier an, konnte ihre Mannschaft jedoch nur auf Platz 6 führen. Nach der Europameisterschaft 2003, bei der sie abermals beste Rebounderin (12,9) und Shotblockerin (3,6) war und ihr Team den vierten Platz belegte, verhalf sie der Nationalmannschaft zwar zur Qualifikation zur Europameisterschaft 2005, konnte wegen des Finaleinzugs in der WNBA jedoch nicht aktiv eingreifen. Nach der misslungenen Qualifikation für die Europameisterschaft 2007 beendete sie ihre Nationalmannschaftskarriere.

### Nach der Spielerkarriere
2009 zog sie mit ihrer Familie nach Brisbane und trainierte dort die Northside Wizards, ein semi-professionelles Team in der Queensland Basketball League.

## Persönliches
Dydeks ältere Schwester Katarzyna Dydek war ebenfalls professionelle Basketballspielerin, die in der kurzlebigen American Basketball League spielte und bei den Olympischen Sommerspielen 2000 ihr Land vertrat, jedoch ohne Einsatz blieb. Ihre jüngere Schwester Marta Dydek spielte mehrere Jahre professionell Basketball in Europa sowie an der University of Texas at El Paso.
Dydek starb am 27. Mai 2011 nach einem Herzinfarkt im Alter von 37 Jahren, den sie während ihrer dritten Schwangerschaft erlitten hatte. Sie hinterließ einen Ehemann und zwei Söhne.
2012 wurde sie von Fans zur Feier des zehnjährigen Bestehens des Franchises ins all-decade-Team der Connecticut Sun gewählt und das Franchise hat Dydeks Nummer (#12) „retired“, sie wird also in Anerkennung ihrer Leistungen nicht mehr vergeben. Seit 2012 verleiht das Franchise außerdem den „Margo Dydek Award“ in Anerkennung an eine „herausragende Frau, die sich durch ihren positiven Einfluss auf die lokale Gemeinschaft ausgezeichnet hat“ („an outstanding woman who has distinguished themselves while positively impacting the local community“). 2019 wurde sie in die FIBA Hall of Fame aufgenommen.

## Erfolge

### Vereinserfolge
- Ronchetti-Pokal-Finalistin: 1993
- Dritte Euroleague Women: 1994
- 9× Polnische Meisterin: 1993, 1994, 1998–2005
- 4× Spanische Meisterin: 1997, 1998, 2007, 2008
- 2× Spanische Pokalsiegerin: 2006, 2007
- 5× Euroleague-Women-Finalistin: 1994, 1998, 2002, 2004, 2007
- 2× WNBA All-Star: 2003, 2006
- WNBA-Finalistin: 2005

### Nationalmannschaft
- Bronze U-18-Basketball-Europameisterschaft der Damen: 1992
- Bronze U-19-Basketball-Weltmeisterschaft der Damen: 1993
- 4× Teilnahme Basketball-Europameisterschaft: 1993, 1999, 2001, 2003
- Europameisterin: 1999
- Teilnahme Basketball-Weltmeisterschaft: 1994
- Teilnahme Olympische Sommerspiele: 2000

### Persönliche Rekorde und Auszeichnungen
- 8× WNBA block leader: 1998–2003, 2006, 2007
- WNBA all-time blocks leader (877 Blocks)
- 8× WNBA All-Defensive Second Team: 2006, 2007
- 3× EuroLeague Women rebound leader: 2000, 2001, 2003
- 2× Most Valuable Player der polnischen Liga: 2002, 2005
- all-decade-Team der Connecticut Sun
- Aufnahme in FIBA Hall of Fame: 2019